# André Mariage
André Mariage, né le 27 décembre 1874 à Paris et mort le 10 avril 1953, est un ingénieur et dirigeant d'entreprises français.

## Biographie
Il est ingénieur diplômé de l'école centrale de Paris (promotion 1895). Il commence sa carrière comme ingénieur à la Compagnie française pour l'exploitation des procédés Thomson-Houston. Il participe aux travaux de construction du réseau de tramways électriques de Boulogne-sur-Mer.
Il occupe les fonctions de directeur de l'atelier Championnet puis de la Compagnie générale des omnibus (CGO) à partir de 1911. 
Le 24 juillet 1920, il est nommé directeur de la  Société des transports en commun de la région parisienne (STCRP). 
Il est le fondateur du groupe Mariage qui exploita différents réseaux de tramways en France.